# Das Mädchen am Ende der Straße (Roman)
Das Mädchen am Ende der Straße (Originaltitel: The Little Girl Who Lives Down the Lane) ist ein 1974 veröffentlichter Kriminalroman von Laird Koenig, der auf ein zuvor verfasstes Schauspiel desselben Autors zurückgeht.

## Handlung
Erster Handlungstag – Halloween

31. Oktober: In einem abgelegenen Haus am Rand eines Dorfes auf Long Island feiert die blonde, grünäugige und sommersprossige Rynn Jacobs allein im Wohnzimmer ihren 13. Geburtstag. Mit einem Jack O’Lantern erscheint Frank Hallet, der Sohn der Vermieterin, und wundert sich, dass die junge Engländerin nichts von den amerikanischen Halloween-Bräuchen weiß. Ihr allein erziehender Vater, der Dichter Leslie A. Jacobs, mit dem sie vor einigen Monaten hierhergezogen ist, sei im Arbeitszimmer und dürfe nicht gestört werden. Frank Hallet, beschrieben als Mann mittleren Alters mit schütterem Haar, einem für Alkoholiker typisch roten Gesicht und unsympathischer Art, versucht, Rynn mit eindeutig sexuell gefärbten Schmeicheleien zu umgarnen. Als er ihr schließlich an den Hintern fasst, reagiert sie so wütend, dass er das Haus verlässt.
Zweiter Handlungstag – Mrs. Hallet tritt auf

Freitag, einige Tage später: Als Rynn gerade dabei ist, mit Hilfe einer Schallplatte Hebräisch zu lernen, erscheint die arrogant und schnippisch auftretende Vermieterin Mrs. Hallet. Sie versucht dem Mädchen klarzumachen, dass es als Kind nichts zu sagen habe und möchte mit dem Vater besprechen, weshalb Rynn nicht zur Schule geht. Sie werde den Fall in der kommenden Woche dem Schulausschuss vortragen. Mr. Jacobs sei bei seinem Verleger in New York City, so Rynn. Mrs. Hallet, die offenbar die Neigungen ihres Sohnes kennt, fordert Rynn auf, Frank nicht mehr ins Haus zu lassen. Sie möchte Marmeladengläser aus dem Keller holen, doch Rynn gelingt es, sie vom Betreten des Kellers abzuhalten mit dem Versprechen, die Gläser innerhalb der nächsten Tage selbst bereitzustellen.
Dritter Handlungstag – Mario tritt auf

Übernächster Samstag: Rynn fährt mit dem Bus in die Kleinstadt und löst auf der Bank Reiseschecks gegen Bargeld ein. Anschließend erfährt sie im Rathaus, dass der Schulausschuss erst mehrere Wochen später tagen wird, also hat Mrs. Hallet gelogen. Zuhause klopft der Dorfpolizist Ron Miglioriti an, um Lose für eine Benefiztombola zu verkaufen. Da er Rynn respektvoll und freundlich behandelt, ist er ihr sympathisch und sie fasst zu ihm ein gewisses Vertrauen. Miglioriti bestätigt vorsichtig, dass Frank Hallet eine Vorliebe für minderjährige Mädchen habe, allerdings: „Leute, die seit dreihundert Jahren hier auf der Insel ansässig sind, tun zwei Dinge bestimmt nicht: Sie gehen weder zur Psychoanalyse noch ins Gefängnis.“ Später erscheint Mrs. Hallet und ergeht sich in fremdenfeindlichen und rassistischen Sprüchen, insbesondere gegen Juden (eine Anspielung auf Rynns Hebräisch-Kurs) und Italiener (eine Anspielung auf Ron Miglioriti). Sie möchte mit Mr. Jacobs sprechen, um mit ihm über eine Auflösung des Mietvertrags zu verhandeln, denn unverblümt tut sie ihre Meinung kund, dass die Jacobs aus dem Dorf verschwinden sollten. Rynn behauptet, dass ihr Vater im Arbeitszimmer sei und dort auf keinen Fall gestört werden dürfe. Als sie Mrs. Hallet droht, Franks Benehmen an Halloween ihrem Vater zu erzählen, und sie spöttisch mit der sexuellen Orientierung ihres Sohnes stichelt, erhält Rynn eine Ohrfeige. Da Rynn zwar die Marmeladengläser, nicht jedoch die dazugehörenden Gummiringe aus dem Keller geholt hat, möchte Mrs. Hallet den Keller betreten. Diesmal gelingt es Rynn nicht, sie davon abzuhalten. Unten stößt Mrs. Hallet einen Schrei aus, das Mädchen verschließt die Luke über ihr. Während Mrs. Hallet verzweifelt klopft, kommt Rynn zu dem Entschluss, dass die Vermieterin mit dem Wissen von dem, was sie im Keller gesehen hat, nicht lebend herauskommen darf. Sie leitet mit einem Gummischlauch Gas vom Heizofen in den Keller und bricht zu einem Spaziergang auf. Später ist kein Lebenszeichen mehr von unten zu hören.
Rynn muss Mrs. Hallets Auto vom Grundstück verschwinden lassen. Sie ruft die örtliche Werkstatt an mit der Bitte, jemand solle den Wagen zum Bahnhof fahren. Mit diesem Auftrag erscheint ein mit schwarzem Cape, Zylinder und angeklebtem Schnurrbart bekleideter junger Bursche: Mario Podesta, der 16-jährige Sohn des Werkstattbesitzers. Er tritt als Zauberkünstler an Kindergeburtstagen auf und ist als Folge von Polio auf einen Gehstock angewiesen. Mario kennt Mrs. Hallets Wagen und weiß, dass etwas an der Sache faul ist. Um Rynn zu helfen (weil den körperbehinderten Außenseiter bisher „nämlich noch nie ein Mädchen um etwas gebeten hatte“) fährt er das Auto nicht zum Bahnhof, sondern vor Mrs. Hallets Büro. Als Dank lädt Rynn ihn zum Abendessen ein. Sie beginnen, sich ineinander zu verlieben, doch Rynn beantwortet Marios Fragen nach der Wahrheit über die Angelegenheit nicht. Miglioriti, der Marios Onkel ist, stört die beiden beim Abendessen mit der Nachricht, dass Mrs. Hallet verschwunden sei. Aus Sorge, dass Frank aufgetaucht sein könnte, habe er nachgesehen, ob Rynn allein sei. Der Vater sei anwesend, habe sich jedoch bereits hingelegt, belügen die beiden Jugendlichen den Polizeibeamten. – Kaum ist Miglioriti gegangen, steht Frank Hallet vor der Tür und verschafft sich ungefragt Einlass. Er tötet Rynns weiße Ratte Gordon brutal mit einer brennenden Zigarette und demütigt die beiden Jugendlichen. Er möchte wissen, ob Rynn etwas über das Verschwinden seiner Mutter weiß, die wegen der Marmeladengläser bei ihr vorbeikommen wollte. In Marios Gehstock steckt innen als Zauberutensil ein Degen, mit dem es ihm gelingt, Hallet zu vertreiben.
Mario begreift nicht, weshalb Rynn sich weigert, Frank Hallet bei der Polizei anzuzeigen. Daher führt sie ihn in den Keller und klärt ihn über die Vorgeschichte auf. Ihre alkoholkranke Mutter habe sie in England geschlagen und sei deshalb vom Vater hinausgeworfen worden. Als er wusste, unheilbar an Magenkrebs erkrankt zu sein, zog er mit Rynn in dieses abgelegene Haus in den USA und bereitete seine hochintelligente Tochter darauf vor, ohne Bevormundung von Erwachsenen hier heimlich und allein aufzuwachsen. Er bezahlte die Miete für drei Jahre im Voraus und hinterließ auf dem Gemeinschaftskonto genügend Geld, das Rynn mit Reiseschecks abheben kann. Mr. Jacobs stürzte sich zu einem von ihm heimlich vorausberechneten Zeitpunkt ins Meer, sodass die Strömung seine Leiche unentdeckt in den Ozean spülte. Doch Rynns verhasste Mutter hatte den Aufenthaltsort ihrer Tochter herausgefunden und stand am 17. Oktober vor der Tür, um zusammen mit Rynn hier leben zu wollen. Rynn mischte Zyankali, das sie im Haus im Fotolabor der Vorbesitzer gefunden hatte, in den Tee der Mutter und tötete sie auf diese Weise vorsätzlich. Die Leiche übergoss sie laut Anweisung eines Buches mit einer bestimmten Chemikalie zur Konservierung und bewahrte sie im Keller auf, wo Mrs. Hallet sie entdeckte. – In der folgenden Woche besucht Mario Rynn mehrmals heimlich und erzählt ihr, dass die Dorfbewohner allgemein Frank Hallet verdächtigen, für das Verschwinden seiner Mutter verantwortlich zu sein.
Vierter Handlungstag – Rynn und Mario

Samstag, eine Woche nach Mrs. Hallets Tod: Mario vergräbt die beiden Leichen im Garten, während Rynn Wache hält und es zu regnen beginnt. Rynn lässt den durchnässten und bereits von einer Erkältung gezeichneten Mario baden und deckt ihn auf dem Sofa mit einer Decke zu. Nur mit Unterwäsche bekleidet legt sie sich zu ihm. Als ihre Zärtlichkeiten in eine erotische Richtung gehen, steht Mario verlegen auf und fährt mit dem Rad zum Abendessen nach Hause. Rynn bittet ihn, nach dem Essen wiederzukommen. – Später kommt Ron Miglioriti zu seinem üblichen Samstagabendbesuch vorbei und sagt Rynn ins Gesicht, dass er nicht an die Existenz ihres Vaters hier im Haus glaube. Sie solle ihm endlich die Wahrheit sagen. Der offensichtlich zurückgekehrte Mario erscheint mit Perücke und angeklebtem Bart auf der Treppe und wechselt mit einer durch die Erkältung tiefen Stimme einige Sätze mit seinem Onkel, so dass dieser ihn tatsächlich für Mr. Jacobs hält. Anschließend gesteht Mario Rynn, dass er alles nur mitmache, weil er sie liebe. Rynn bittet Mario, ihr fester Freund zu sein. In Rynns Bett machen die 13-Jährige und der 16-Jährige die ersten sexuellen Erfahrungen ihres Lebens.
Fünfter Handlungstag – Finale

Dienstag, drei Tage später: Rynn ist traurig, dass sich Mario seit der gemeinsamen Liebesnacht nicht mehr gemeldet hat. Miglioriti erscheint und teilt ihr mit, dass sein Neffe mit einer gefährlichen Lungenentzündung im Krankenhaus liegt, wo er sie hinfährt. Der Polizist erklärt ihr, dass er und Rynn sich zum letzten Mal gesehen haben. Er ertrage die Tyrannei des Hallet-Clans nicht mehr und werde eine neue Stelle in Kalifornien antreten. Da er nun Rynns Vater kennengelernt habe, könne er sie beruhigt zurücklassen. Innerlich schockiert über den Verlust ihres Beschützers verabschiedet sich Rynn mit einer herzlichen Umarmung von Ron Miglioriti. Im Krankenzimmer trifft sie Marios Schwester und Bruder an, die ihr sagen, er sei über den Berg und werde wohl wieder gesund, nur schlafe er wegen der Medikamente ständig. Doch sie könne ihn wecken und mit ihm sprechen. Das tut sie jedoch nicht, sondern flüstert dem Schlafenden leise zu, dass sie ihn liebt und verlässt das Krankenhaus rasch, um nicht der angekündigten Mutter in die Arme zu laufen. – In der kommenden Nacht schleicht sich Frank Hallet mit Cape, Zylinder und Stock (damit ihn mögliche Zeugen für Mario halten sollen) unbemerkt ins Haus und durchsucht den Keller, wo er eine Haarspange seiner Mutter findet. Außerdem hat er herausgefunden, dass Mario das Auto von Rynns Haus zum Büro gefahren hatte. Auch Rynn, die ihn überrascht, hält ihn auf den ersten Blick erleichtert für Mario. Hallet bietet ihr an, zu allem zu schweigen, wenn sie sich auf eine sexuelle Beziehung mit ihm einlässt. Zum Schein geht sie darauf ein, bereitet zwei Tassen Tee zu und fordert Hallet besonders auffällig auf, als erster zu trinken. Zu den Klängen des auf dem Plattenspieler laufenden Ersten Klavierkonzerts von Franz Liszt nimmt er argwöhnisch Rynns Tasse statt seiner. Der Roman endet damit, dass Frank Hallet sich über das starke Mandelaroma (der Geschmack von Zyankali) im Tee wundert und zu husten anfängt.

## Hintergrund und Rezeption
Auf Drängen des Pariser Verlagshauses Hachette, das bereits 1972 seinen zusammen mit Peter L. Dixon verfassten und mit dem Grand prix de littérature policière ausgezeichneten Roman Kinderstunde (Originaltitel: The Children Are Watching) in französischer Übersetzung (Attention, les enfants regardent) herausgebracht hatte, arbeitete Laird Koenig sein bisher noch nicht aufgeführtes Schauspiel The Little Girl Who Lives Down the Lane zu einem Roman um. Dieser erschien 1974 nahezu zeitgleich in englischer Originalsprache in New York und London sowie bei Hachette (Paris) in französischer Übersetzung (La Petite Fille au bout du chemin).
Koenig selbst schrieb das Drehbuch für die gleichnamige Verfilmung unter dem Schweizer Regisseur Nicolas Gessner mit Jodie Foster in der Titelrolle. Die Dreharbeiten fanden Ende 1975 statt. Der Plot des Films weist im Vergleich zur Vorlage einen wesentlichen Unterschied auf: Während im Roman bzw. Schauspiel Rynn Jacobs eine dreifache Mörderin ist, kommen in der Verfilmung alle drei Todesfälle ohne ihren Vorsatz zustande.
Der Roman wurde in zahlreiche Sprachen übersetzt. Eine erste deutsche Ausgabe erschien 1975 unter dem Titel Das Kind am Ende der Straße. Nachdem im April 1977 die Verfilmung in Deutschland und Österreich angelaufen war, übernahm man für weitere Romanausgaben in der Regel den Titel des Films Das Mädchen am Ende der Straße.
Laird Koenigs ursprüngliche Dramenfassung des Stoffes ist erst seit 1997 in englischer Originalsprache im Druck erhältlich. In deutscher Übersetzung von Peter-Paul Zamek erlebte das Theaterstück unter anderem folgende Aufführungen: Grenzlandtheater Aachen 1992/93, Landestheater Schwaben Memmingen 1993/94, Badische Landesbühne Bruchsal 1999/2000, Schauburg (München) 2002/03, Matchboxtheater Leverkusen 2006/07, Theater der Jugend (Wien) 2008 (Regie: Thomas Birkmeir).

## Rezensionen
- Rezensionen der Romanfassung finden sich unter anderem in The Business Week,[9] The Higginson Journal of Poetry[10] und British Book News.[11]
- Helmut W. Banz bezeichnete in der Zeit den Roman als „phantasievoll verschlüsseltes Pubertätsmärchen um Abwehr (der Außenwelt, des besitzergreifenden Anspruchs der Erwachsenen) und Verdrängung (der Mütterbeziehung, der ‚Leiche im Keller‘)“ und bescheinigte ihm eine „subtile Ironie“.[12]
- Anlässlich der Aufführung durch das Matchboxtheater Leverkusen in der Spielzeit 2006/07 wurde die Schauspielversion vom Kölner Stadt-Anzeiger als „schwarzer Bühnengrusel“ bezeichnet.[13]

## Ausgaben

### Englische Originalsprache
- The Little Girl Who Lives Down the Lane.
  - Coward, McCann & Georghegan, New York 1974, ISBN 0-698-10577-X (weitere Auflagen)
  - Souvenir Press, London 1974, ISBN 0-285-62125-4
  - Corgi, London 1975, ISBN 0-552-09915-5
  - Bantam, Toronto 1975

### Übersetzungen (Auswahl)

#### Deutsch
- Das Kind am Ende der Straße. Übersetzt von Inge Wiskott.
  - Schneekluth, München 1975, ISBN 3-7951-0310-X
  - Bastei-Verlag Lübbe, Bergisch Gladbach 1986, ISBN 3-404-10834-5
- Das Mädchen am Ende der Straße. Übersetzt von Inge Wiskott.
  - Taschenbuchausgabe. Heyne, München 1977, ISBN 3-453-10352-1 (weitere Auflagen)
  - Schneekluth, München 1985, ISBN 3-7951-0972-8 (weitere Auflagen)

#### Französisch
- La Petite Fille au bout du chemin.
  - Hachette, Paris 1974, ISBN 2-253-01631-4 (weitere Auflagen)
  - Farnot, Genève 1976

#### Italienisch
- Quella strana ragazza che abita in fondo al viale. Rizzoli, Milano 1977

#### Niederländisch
- Het meisje van het laatste huis. Sijthoff, Leiden 1974, ISBN 90-218-1084-0

#### Schwedisch
- Den lilla flickan i huset vid vägens slut. Wahlström, Stockholm 1975, ISBN 91-32-40984-2

#### Spanisch
- La niña de las tinieblas.
  - Pomaire, Barcelona 1974, ISBN 84-286-0428-2
  - Vergara, Santiago de Chile 1976

### Schauspiel
- The Little Girl Who Lives Down the Lane. Dramatist’s Play Service, New York 1997, ISBN 0-8222-1571-3